# Забела, Михаил Тарасович
Михаил Тарасович Забела (укр. Михайло Забіла; ум. ок. 1740) — генеральный судья Войска Запорожского, дед князя Безбородко.

## Биография
Участник походов: в 1687 году под Перекоп, в 1703 году — под Печеры, в 1704 году — в Польшу, в 1709 году — взятие Батурина. Служил в Нежинском полку: полковой есаул (1696—1708), полковой писарь (1708—1710), полковой судья (1727—1729). В Полтавской битве был в свите Петра I.
Назначен генеральным судьей с 1728 года по именному указу.
Управлял Малой Россией с 1734 по 1740 г. по указу Императрицы Анны Иоанновны совместно с Лизогубом, Лысенко, Маркевичем, кн. Барятинским и кн. Шаховским.

## Семья
- Дед — Пётр Михайлович Забела
- Отец — Тарас Петрович Забела, сотник борзенский
- Мать — Александра Александровна Цурковская
- Братья — Тарас и Юрий
- Жена — Мария Ильинична Новицкая (1688—?) — дочь охочекомонного полковника И. Ф. Новицкого.
- Дочери — Евдокия (старшая) замужем за И. И. Сахновским, Евдокия (младшая) замужем за А. Я. Безбородко, третья дочь за Иваном Борсуком.
- Сыновья — Василий, Иван, Пантелеймон[1][2].